# 11463 Petrpokorny
11463 Petrpokorny este o planetă minoră (asteroid) din centura de asteroizi. A fost descoperită pe 2 martie 1981 la Observatorul Siding Spring de Schelte J. Bus. 
Obiectul prezintă o orbită caracterizată de o semiaxă mare de 2,2514546 UAi, o excentricitate de 0,11, o înclinație de 1,7833 ° în raport cu ecliptica.